# Хлебоун, Якуб
Я́куб Хле́боун (24 марта 1985, Прага) — чешский футболист, защитник.

## Карьера
В декабре 2013 года перешёл в павлодарский «Иртыш» из уральского «Акжайыка».
В июне 2014 года стал игроком чешского клуба «Градец-Кралове».